# Yalçın Küçük
Yalçın Küçük (* 1938 in İskenderun) ist ein türkischer Publizist. Er gehört dem marxistischen und linksnationalen Spektrum an. Küçük veröffentlichte rund 50 Bücher.

## Leben
Yalçın Küçüks Familie stammt ursprünglich aus Aleppo. Küçük wurde in Iskenderun geboren. Er absolvierte sein Gymnasium am Jungengymnasium Kabataş in Beşiktaş und studierte an der Fakultät für politische Wissenschaften der Universität Ankara. Während seiner Studienzeit übernahm er den Vorsitz in verschiedenen linken Debattierclubs, aus denen später die „Revolutionäre Jugend“ (Devrimci Gençlik oder Dev-Genç) entstehen sollte.
Küçük beendete sein Studium im Jahre 1960 und arbeitete anschließend im Staatlichen Planungsamt. Im Jahre 1966 nahm er seine Lehrtätigkeit an der Technischen Universität des Nahen Ostens auf. Im Jahre 1973 wurde Küçük zum Militärdienst eingezogen und erlebte als Soldat die Zypern-Invasion der Türkei. Nach dem Militärputsch im Jahre 1980 wurde er aus seiner Lehrtätigkeit entlassen.
1993 verließ Küçük die Türkei. In demselben Jahr führte er aufsehenerregende Gespräche mit Abdullah Öcalan in der Bekaa-Ebene, die er in Buchform veröffentlichte. Im Jahre 1998 kehrte er in die Türkei zurück und verbüßte im Jahre 1999 eine zweijährige Haftstrafe wegen „separatistischer Propaganda“ gemäß Art. 169 tStGB a.F. Er hatte im PKK-nahen Sender Med TV die Aktionen der PKK als „heiligen Kampf“ bezeichnet. 
Anfang des Jahres 2009 wurde Yalçın Küçük 12 Tage in Gewahrsam genommen wegen angeblicher Beteiligung an der angeblichen Organisation Ergenekon. Im März 2011 wurde gegen den Publizisten mit der gleichen Begründung erneut Haftbefehl erlassen. „Nachdem in der Vergangenheit vorwiegend Militärs und Akademiker unter Ergenekon-Verdacht verhaftet wurden, richten sich die Ermittlungen in jüngster Zeit verstärkt gegen Medienvertreter“, meldet die Nachrichtenagentur AFP. 2016 wurde nachgewiesen, dass die Organisation nicht existiert.

## Ideologie
Yalçın Küçük bedient sich in seinen politischen Schriften antisemitischer Stereotype. Er beschreibt heimliche Umtriebe angeblicher Krypto-Juden und behauptet, der Islam in der Türkei sei zunehmend „judaisiert“. Es gebe innerhalb der bekannten kurdischen Herrscherfamilie Bedirxan Begs Juden. Es gebe ferner erheblichen Einfluss „jüdischen Kapitals“ auf die türkisch-russischen Beziehungen und auch bei den Saudis hätten Juden ihre Finger im Spiel.